# Институт истории, археологии и этнографии народов Дальнего Востока ДВО РАН
Институт истории, археологии и этнографии народов Дальнего Востока Дальневосточного отделения Российской академии наук (сокр. ИИАЭ ДВО РАН) — научно-исследовательский институт Дальневосточного отделения Российской академии наук, организованный в 1971 году. Ведущее научное учреждение исторического профиля на российском Дальнем Востоке, специализирующееся в области истории, археологии, этнографии и международных отношений. Расположен во Владивостоке.

## История
Институт истории, археологии и этнографии народов Дальнего Востока создан 1 июля 1971 года при Дальневосточном научном центре Академии наук СССР. Основополагающей базой для создания института стал существовавший с 1954 г. Отдел истории и археологии при Дальневосточном филиале имени В. Л. Комарова СО АН СССР.
С 1991 года официально именуется как Институт истории, археологии и этнографии народов Дальнего Востока Дальневосточного отделения Российской академии наук.
С 1992 года институт издает научный журнал «Россия и АТР», который входит в перечень ВАК при Минобрнауки РФ.
В 2007 году институтом возобновлен выпуск информационно-аналитического бюллетеня «У карты Тихого океана», который издавался ранее с 1974 по 1991 годы.
Современная научная деятельность Института охватывают широкий спектр знаний в области не только отечественной истории, археологии, этнографии, но и культурной антропологии, социально-политических проблем и международных отношений. Ученые института ведут совместные исследования и сотрудничают с университетами Японии, КНР, Республики Корея, Монголии и Австралии.
Председатель ДВО РАН В. И. Сергиенко полагает, что отдельные подразделения ИИАЭ ДВО РАН в перспективе должны стать ядром нового института в Дальневосточном отделении РАН, который бы специализировался на проблемах международных отношений в Азиатско-Тихоокеанском регионе.

## Научные подразделения
- Отдел истории Дальнего Востока России
- Отдел социально-политических исследований
- Отдел этнографии, этнологии и антропологии
- Отдел археологии
- Отдел китайских исследований
- Центр азиатско-тихоокеанских исследований
- Центр истории культуры и межкультурных коммуникаций
- Центр островной и прибрежной антропологии Азиатско-Тихоокеанского региона

При институте функционирует кафедра философии Дальневосточного отделения РАН, а также институтский музей археологии и этнографии.

## Основные научные направления
Основные научные направления исследований института:
- археологическое наследие Дальнего Востока России и проблемы его сохранения;
- этногенез и этнические и культурные процессы на российском Дальнем Востоке и в странах Азиатско-Тихоокеанского региона: исторический опыт и современные проблемы;
- Тихоокеанская Россия: исторические модели освоения, современные социально-политические процессы, место региона в общероссийском и межцивилизационном пространстве;
- история, культура, современное развитие стран Азиатско-Тихоокеанского региона;
- международные отношения в Азиатско-Тихоокеанском регионе;
- эволюция культур и цивилизаций в Восточной Евразии в древности и Средневековье;
- философские проблемы науки, этики и религии в Азиатско-Тихоокеанском регионе

## Сотрудники института
Всего в институте работает 127 человек, в том числе 98 научных сотрудников, из них:
- Академики и члены-корреспонденты РАН — 3
- Докторов наук — 16
- Кандидатов наук — 58

### Директора института
- акад. А. И. Крушанов (1971—1991)
- акад. В. Л. Ларин (1991—2017)
- акад. Н. Н. Крадин (с 2018)

### Учёные института
В разные годы в институте работали крупные и известные учёные:
- А. П. Деревянко, академик РАН[источник не указан 1910 дней]
- Ж. В. Андреева, доктор исторических наук
- Е. А. Гаер, кандидат исторических наук
- Н. В. Кочешков, доктор исторических наук
- И. Г. Стрюченко, доктор исторических наук